# Swedish Government Secure Intranet
Swedish Government Secure Intranet (SGSI) är ett nationellt svenskt datornätverk som kopplar samman svenska statliga myndigheter, regioner, kommuner och vissa andra aktörer i ett skyddat nätverk, avskilt från Internet. Nätverket har också kopplingar till EU:s alla myndigheter/organ och alla medlemsländers regeringars administration via EU:s nätverk Secure Trans European Services for Telematics between Administrations (Stesta).
Kostnaden för driften fördelas mellan de anslutna svenska myndigheterna. EU betalar för anslutningen till Stesta. 
SGSI är ett krypterat nätverk på EU-Restricted säkerhetsnivå, avsett att se till att myndigheter alltid ska kunna fullgöra de uppdrag som regering och riksdag har ålagt myndigheten, skyddade mot intrång, sabotage, hot, externa driftstörningar m.m. med höga krav på tillgänglighet.

## Historik
Swedish Government Secure Intranet skapades 2004 i samband med att EU:s Testa-nät, föregångaren till Stesta,  startades och när EU behövde ha ett mottagande nät av den svenska Testa-noden (Swedish Node). Statskontoret var systemägare för SGSI vid starten, men systemägandet gick 2005 över till den nya myndigheten Verva. Mellan 2007 och 2009 var Krisberedskapsmyndigheten systemägare. Med tillkomsten av Myndigheten för samhällsskydd och beredskap (MSB) 2009 överfördes systemägaransvaret dit.

## Nätverket
SGSI är skiljt från det öppna Internet med krypterad trafik och med anslutna myndigheter som ackrediterats utifrån gemensamt framtagna krav och EU-krav.
Försvarsmaktens VPN-brandvägg Färist används för att skydda trafiken. SGSI är MPLS-baserat på separata fiberoptiska ledningar.
Testa-nätet omfattar alla EU-medlemsstater, Schengen-länder och länder med särskilda avtal med EU (till exempel Turkiet).
Inom EU är förutom alla EU-byråer, även institutioner anslutna, exempelvis rådet, kommissionen, parlamentet, domstolen och Europeiska investeringsbanken.
I Sverige är flera större och mindre myndigheter anslutna till SGSI för kommunikation mellan varandra eller med EU och dess medlemsstaters administration.
Swedish Government Secure Intranet kan användas för följande typer av skyddad kommunikation:
- Mellan en svensk myndighet och EU-administrationen.
- Mellan en svensk myndighet och en myndighet i annat land anslutet till TESTA.
- Mellan två svenska myndigheter.
- Inom en svensk myndighet, om flera SGSI-anslutningar finns.

## Roller beträffande SGSI
- Systemägare – Myndigheten för samhällsskydd och beredskap (MSB)
- Ackreditering inom Stesta och EU –Utrikesdepartementet (UD)/NSA
- Nätleverantör för anslutningar – Telia Sonera
- Drift och underhåll av anslutningar inklusive Färist – FMTIS
- Drift och underhåll för knutpunkt och koppling mot TESTA (Swedish node) - Rikspolisstyrelsen
- Tillsyn av säkerheten - SÄPO
- Utveckling av nättjänsten – MSB, SGSI Användargrupp (samtliga anslutna myndigheter)
- Ackreditering – UD/NSA, Verva, MSB, SGSI Ackrediteringsgrupp (valda representanter från samtliga anslutna myndigheter)